# Johnny Orr
John M. "Johnny" Orr (Yale, Kansas, 10 de junio de 1927-Ames, Iowa, 31 de diciembre de 2013) fue un jugador y entrenador de baloncesto estadounidense que disputó una temporada en la NBA, entrenó luego durante 29 temporadas a diferentes equipos de la primera división de la NCAA. Con 1,91 metros de estatura, jugaba en la posición de alero.

## Trayectoria deportiva

### Universidad
Comenzó su carrera universitaria en los Fighting Illini de la Universidad de Illinois en Urbana-Champaign, pero tras un año en el equipo cumplió con el servicio militar durante la Segunda Guerra Mundial, y de regreso se matriculó en el Beloit College, debido a que su entrenador de primaria se convirtió en el director técnico y entrenador de baloncesto de dicho centro. Allí jugó 3 temporadas, anotó 1.347 puntos, que en la actualidad figuran como la segunda mejor marca del equipo en todos los tiempos.

### Profesional
Fue elegido en el Draft de la BAA de 1948 por Minneapolis Lakers, pero resolvió terminar sus estudios universitarios, lo eligieron al año siguiente, en la vigésima posición del Draft de la BAA de 1949 por St. Louis Bombers. Allí jugó 21 partidos en los que apenas contó para su entrenador,promedió 1,9 puntos.
A la mitad de temporada fue despedido, y fichado como agente libre por los Waterloo Hawks, donde acabó el año y su carrera como profesional con un promedio de 4,0 puntos y 1,1 asistencias por partido.

### Entrenador
Comenzó como entrenador en un high school en Dubuque (Iowa), donde permaneció 9 años, en 1959 se convirtió en asistente de John Erickson en la Universidad de Wisconsin, estuvo 4 temporadas,
En 1963 se hizo cargo de la Universidad de Massachusetts Amherst como entrenador principal, donde en 3 temporadas dirigió 72 partidos, con 39 victorias y 33 derrotas.
En 1967 fichó como asistente de la Universidad de Míchigan, fue ascendido al año siguiente al puesto de principal. entre 1974 y 1977 llevó al equipo al torneo de la NCAA de forma consecutiva, se convirtió en el primer entrenador de la Big Ten Conference en lograrlo. Lo eligieron entrenador del año de la conferencia en 1974, mientras que en 1976 ganó el premio al Entrenador del Año de la NABC y el Premio Henry Iba tras llegar a la Final de la NCAA, en la que cayeron ante Indiana.
En 1980 fue contratado como entrenador jefe de la Universidad de Iowa State, donde continuó 14 temporadas, alcanzó 218 victorias y 200 derrotas.

## Estadísticas de su carrera en la NBA

### Temporada regular
| Temporada | Edad | Equipo            | Liga | P  | TIT | MIN | TC  | TCA | %TC  | 3P | 3PA | %3P | TL  | TLA | %TL  | R.OF. | R.DEF. | REB | ASIS | ROB | TAP | PER | FP  | PTS |
| 1949-50   | 22   | TOTAL             | NBA  | 34 |     |     | 1.2 | 3.5 | .339 |    |     |     | 0.4 | 0.4 | .857 |       |        |     | 0.6  |     |     |     | 1.0 | 2.7 |
| 1949-50   | 22   | St. Louis Bombers | NBA  | 21 |     |     | 0.8 | 2.2 | .362 |    |     |     | 0.3 | 0.3 | .857 |       |        |     | 0.3  |     |     |     | 0.9 | 1.9 |
| 1949-50   | 22   | Waterloo Hawks    | NBA  | 13 |     |     | 1.8 | 5.5 | .324 |    |     |     | 0.5 | 0.5 | .857 |       |        |     | 1.1  |     |     |     | 1.2 | 4.0 |
| Total     |      |                   | NBA  | 34 |     |     | 1.2 | 3.5 | .339 |    |     |     | 0.4 | 0.4 | .857 |       |        |     | 0.6  |     |     |     | 1.0 | 2.7 |